# Antje Frank
Antje Frank (* 5. Juni 1968 in Bartmannshagen) ist eine ehemalige  Ruderin aus der Deutschen Demokratischen Republik, die 1992 für Deutschland eine olympische Bronzemedaille gewann.
Antje Frank vom SC Dynamo Berlin war 1989 Dritte der DDR-Meisterschaft im Vierer ohne Steuerfrau. Im Jahr darauf gewann sie, nun für den SC Berlin startend, den DDR-Titel im Vierer ohne zusammen mit Judith Zeidler, Jeannette Barth und Kathrin Haacker. Beim letzten Auftritt der DDR-Rudernationalmannschaft bei der Weltmeisterschaft 1990 in Tasmanien gewann der Vierer die Bronzemedaille hinter dem Vierer aus der Bundesrepublik Deutschland.
1991 trat Antje Frank bei der Weltmeisterschaft mit dem Achter an und belegte den fünften Platz. In der Saison 1992 wechselte sie zurück in den Vierer. Zusammen mit ihrer Vereinskameradin Annette Hohn, der mittlerweile für Dortmund startenden Birte Siech und der Essenerin Gabriele Mehl gewann Antje Frank den deutschen Meistertitel. Bei den Olympischen Spielen 1992 belegte das Boot den dritten Platz hinter den Booten aus Kanada und den USA.
Dafür erhielt sie am 13. Juni 1993 das Silberne Lorbeerblatt.
1993 gewann der Vierer mit Ina Justh für Annette Hohn noch einmal die Deutsche Meisterschaft.